# 诸色县
诸色县是越南嘉莱省下辖的一个县。

## 地理
诸色县北接得都阿县，南接诸蒲县，东接芒杨县、亚巴县和富善县，西接诸博容县。

## 历史
2009年8月27日，亚赫如社析置亚容社，润社析置亚坡社，润社和阿勒巴社析置公赫托社；以亚利社、亚布路社、亚坡洪社、诸敦社、亚灵社、亚赫拉社、亚赫如社、亚容社和仁和市镇1市镇8社析置诸蒲县。

## 行政区划
诸色县下辖1市镇14社，县莅诸色市镇。
- 诸色市镇（Thị trấn Chư Sê）
- 阿勒巴社（Xã Al Bá）
- 阿云社（Xã Ayun）
- 巴明社（Xã Bar Măih）
- 博昂社（Xã Bờ Ngoong）
- 诸蓬社（Xã Chư Pơng）
- 润社（Xã Dun）
- 赫崩社（Xã Hbông）
- 亚博朗社（Xã Ia Blang）
- 亚格来社（Xã Ia Glai）
- 亚赫罗社（Xã Ia Hlốp）
- 亚高社（Xã Ia Ko）
- 亚坡社（Xã Ia Pal）
- 亚典社（Xã Ia Tiêm）
- 公赫托社（Xã Kông Htok）